# Cinnamomum woodii
Cinnamomum woodii är en lagerväxtart som beskrevs av André Joseph Guillaume Henri Kostermans. Cinnamomum woodii ingår i släktet Cinnamomum och familjen lagerväxter. Inga underarter finns listade i Catalogue of Life.